# ۵۹۸ (پیش از میلاد)
۵۹۸ (پیش از میلاد) ۵۹۸مین سال قبل از تقویم میلادی است.